# 북한 고체연료 ICBM
북한 고체연료 ICBM은 아직 정식명칭이 알려지지 않았다.

## 역사
2023년 2월 8일, 북한은 인민군 창건일(건군절) 75주년 기념 열병식을 했다. 이번 열병식에서 고체연료 ICBM으로 보이는 신형 미사일을 공개했다. 원통형 발사관에 쌓여 이동식발사차량(TEL)으로 이동한 4대의 신형 ICBM은 기존 액체연료 ICBM인 화성-17형 대비 길이가 작은 것으로 보인다.
2월 9일, 미국 공군지구권타격사령부는 오후 11시 1분 캘리포니아주 반덴버그 우주군 기지에서 시험용 재진입 운반체를 장착한 ICBM 미니트맨3를 시험발사했다.
이날 공개된 고체연료 추정 ICBM의 이동식발사대(TEL) 차량은 바퀴가 9축 18륜으로, 지난 2017년에 북한이 공개한 고체연료 추정 탄도미사일을 싣고 나온 TEL(8축 16륜)에 비해 1m가량 길어진 것으로 보인다.

## 토폴-M
북한의 신형 ICBM은 바퀴가 9축이다. 러시아 토폴 시리즈와 매우 닮았다.
- 토폴, 바퀴 7축, 실전배치 1985년, 무게 45톤, 사거리 10,500 km, 1x 800kt 핵탄두
- 토폴-M, 바퀴 8축, 실전배치 1997년, 무게 47톤, 사거리 11,000 km, 1x 800kt 핵탄두 또는 6x MIRV
- 토폴-MR, 바퀴 8축, 실전배치 2010년, 무게 49톤, 사거리 12,000 km, 4x MIRV
- 북한 신형 ICBM, 바퀴 9축

## 같이 보기
- 북극성 1호
- 북극성 2호
- 북극성 3호
- 화성-18형